# Birao
Birao is een stad in het noordoosten van de Centraal-Afrikaanse Republiek, en is tevens de hoofdstad van het prefectuur Vakaga. Het ligt vlak bij de grens met Darfoer en ligt in een woestijnachtig gebied. De stad was in maart 2007 grotendeels afgebrand door gevechten tussen overheidstroepen en UDFR rebellen.

## Foto's

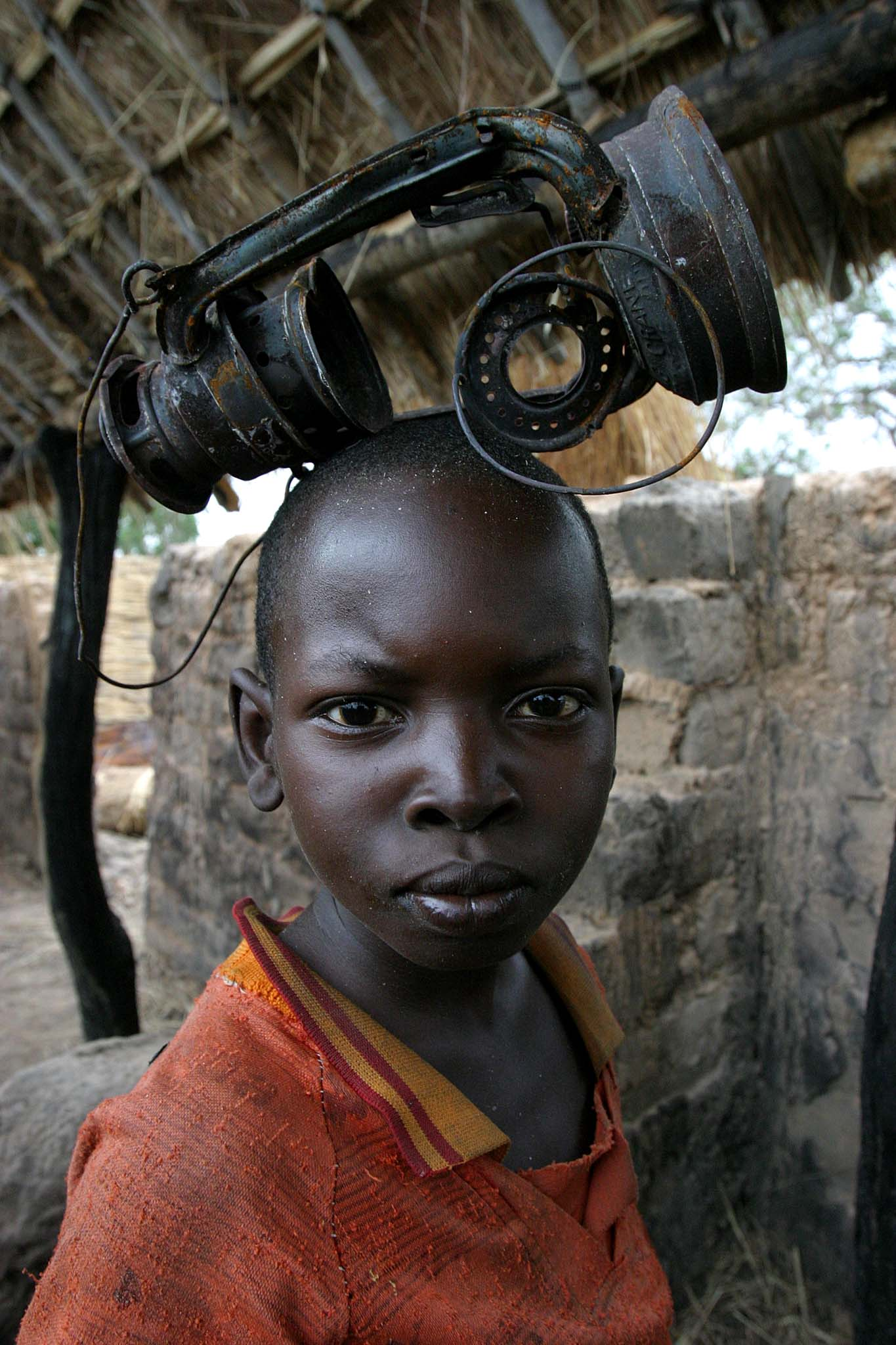
Een jongen speelt met een verbrande lantaarn
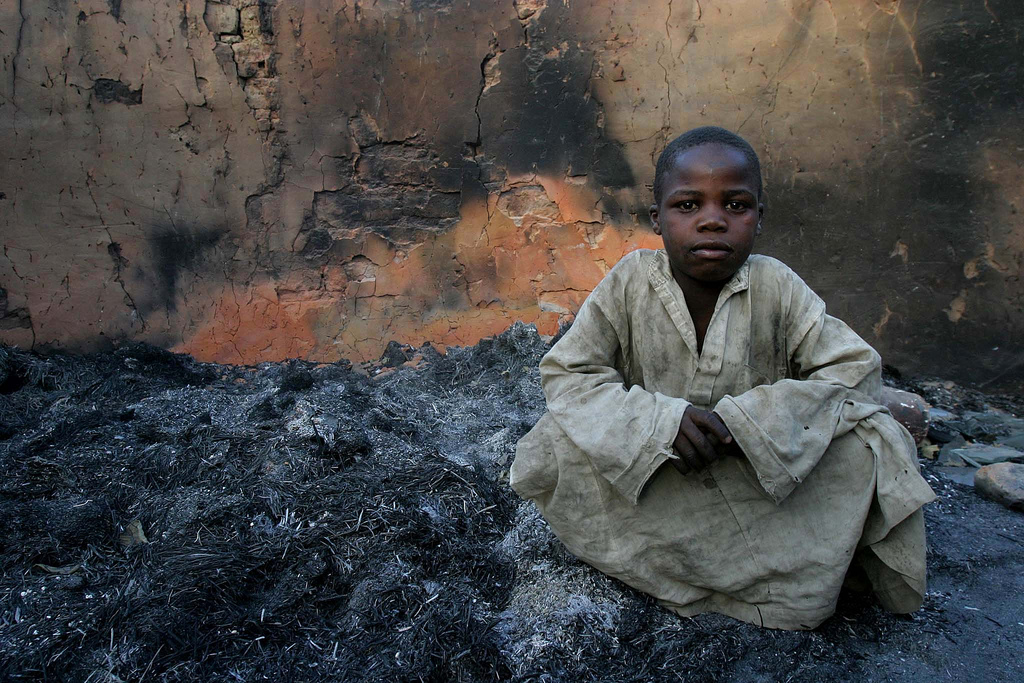
Jongen gezeten tussen verbrande overblijfselen
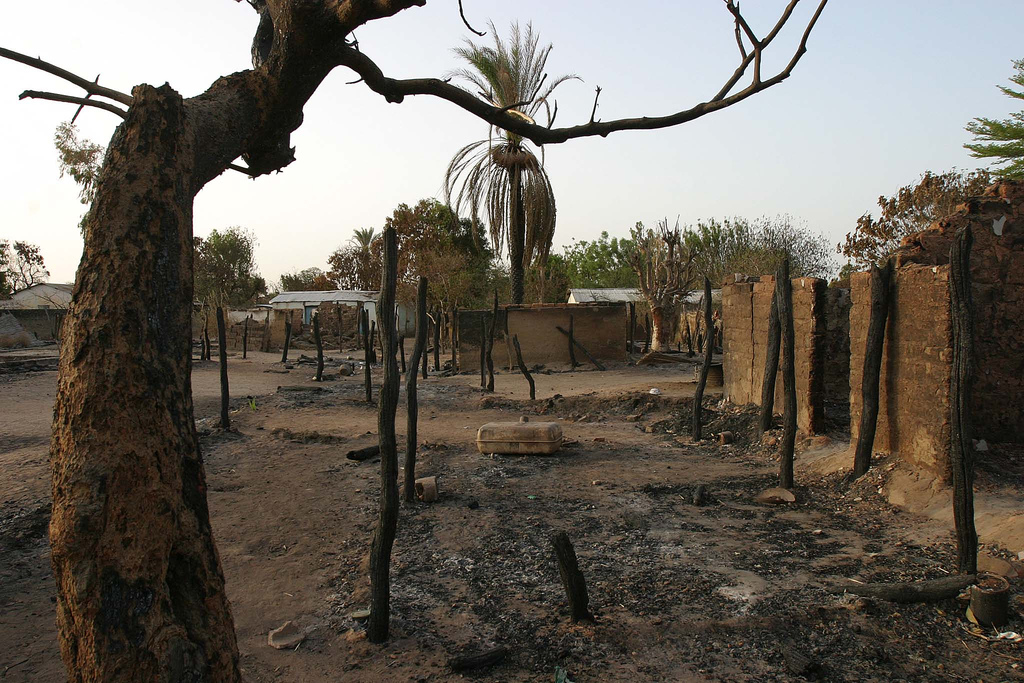
Verbrande huizen